# FeRAM
FeRAM (ferroelectric random access memory) är en typ av RAM-minne som behåller innehållet även då strömmen slagits av. FeRAM är snabbare och kan skrivas till betydligt flera gånger än till exempel flashminnen därmed blir det möjligt att konstruera hemelektronik som är mindre beroende av att stå i stand by-läge.
Minneskretsen har nyligen (före 2009) framtagits av företaget Rohm, ett japanskt företag som tillverkar LSI-kretsar.